# Нигер на Летњим олимпијским играма 1964.
Нигеру је учешће на Летњим олимпијским играма 1964. у Токију представљало први сусрет са олимпијским играма откако су те године примљени у МОК. У свом дебију на Летњим олимпијским играма Нигер је представљо Исака Даборе, који се такмичио у боксу, а уледно био и носилац националне заставе на свечаном отварању Игра. 
Представник Нигера на овим играма није освојио ниједну медаљу.

## Бокс
| Боксер       | Дисциплина | Коло 32 такмичара        | коло 16 такмичара            | Четвртфинале               | Полуфинале         | Финале             | Финале  | Детаљи |
| Боксер       | Дисциплина | Противник Резултат       | Противник Резултат           | Противник Резултат         | Противник Резултат | Противник Резултат | Пласман | Детаљи |
| ------------ | ---------- | ------------------------ | ---------------------------- | -------------------------- | ------------------ | ------------------ | ------- | ------ |
| Исака Даборе | велтер     | Хонг (TPE) · ПОБ ТКО 2.р | Педерсен (DEN) · ПОБ ТКО 3.р | Пурхонен (FIN) · ПОР 2 : 3 | Није се пласирао   | Није се пласирао   | = 5.    | [ 1 ]  |